# Tearce
Tearce (mac. Теарце, alb. Tearcë, Tearca) wieś w Macedonii Północnej; 3974 mieszkańców (2002). Położone 12 kilometrów na północ od Tetowa. Ośrodek administracyjny gminy Tearce.
W Tearce urodził się prawosławny duchowny i działacz odrodzenia narodowego Słowian macedońskich, Cyryl Pejczinowicz.